# Montipora capricornis
Espèce
Statut de conservation UICN

 VU A4ce : Vulnérable
Statut CITES
Montipora capricornis est une espèce de cnidaire appartenant à la famille des Acroporidés.